# ユリシーズ・S・グラント・メモリアル
ユリシーズ・S・グラント・メモリアル（英語：Ulysses S. Grant Memorial）は、アメリカ合衆国首都ワシントンD.C.の中心部、ナショナル・モールにある記念碑の名称。アメリカ合衆国第18代大統領であり、南北戦争の将軍でもあったユリシーズ・S・グラントの栄光を称えて建設されたものである。

## 概要

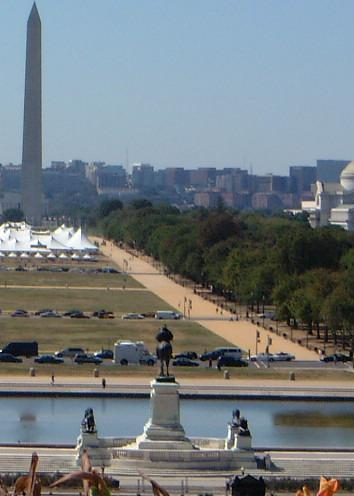
議会議事堂から見たナショナル・モール。手前にある像がユリシス・S・グラント・メモリアルである。西側にあたるワシントン記念塔を向いている。

メモリアルはアメリカ合衆国議会議事堂の基部にあたる場所（ユニオン・スクエア、ナショナル・モール、ファーストストリートに位置。ペンシルベニア・アベニューとメリーランド・アベニューの間。）に位置している。また、その上部にある議会議事堂と同様にモニュメントのグラント騎馬像は西側を向いており、キャピタル・リフレクティング・プール越しにワシントン記念塔とナショナル・モールを見渡す形になっている。騎乗している像としてはアメリカ合衆国で最も大きい物であり、また世界でもイタリアのローマにあり1911年に竣工した、馬にまたがるヴィットーリオ・エマヌエーレ2世記念像に次いで2番目に大きな騎馬像である。
この基礎の中心部にあるグラントの騎馬像で最も強く特色が表れているのは、彼の周囲で繰り広げられている猛烈な戦闘の只中、冷静（不満げであるといっても良い）な態度をとるグラントの描写である。グラントは戦争の最中、平静かつ冷静沈着であった事で知られているため、この像の表現は驚くべきことではない。

## 沿革
メモリアルの記念像はニューヨーク出身のアメリカの彫刻家であるヘンリー・シュラディによって造られたものであり、彼はこの記念像完成までに20年の歳月を費やしている。像の土台となる壇はバーモント大理石で出来ており、長さ約76.8メートル（252フィート）、幅21.6メートル（71フィート）である。更に壇は3つの部分に分けて構成されている。中心部の基礎から約6.7メートル（22フィート）に高く聳え立つ像はグラントが自身の軍馬であるシンシナティに騎乗しているところを描写したものであり、その両側には戦いに参加しているアメリカ軍の砲兵隊と騎兵隊をかたどった像が配置されている。その像を囲む主な基礎には4つの低い台が設置され、その上に休息するライオンの銅像を支えている。
建設工事は1909年に開始。砲兵隊部分は1912年に完成し、騎兵隊部分は1916年に完成、続いてグラントの騎馬像が1920年に完成した。またメモリアルはグラントの生誕100周年記念にあたる、1922年4月27日に公式に一般公開となった。現在メモリアルは議会議事堂南にあるジェームズ・ガーフィールド記念像と、議事堂庭園内にある平和記念像を含む3つの彫刻群の中心にたたずんでいる。